# Ensayo de fatiga
El ensayo de fatiga permite determinar la resistencia que ofrece una pieza ante cargas cíclicas.
La fatiga es la situación en la que se encuentran distintas piezas sometidas a cargas cíclicas cuya intensidad posee un valor inferior al crítico de rotura del material.
La amplitud de la tensión varía alrededor cuerpo de un valor medio, el promedio de las tensiones máxima y mínima en cada ciclo:
El intervalo de tensiones es la diferencia entre tensión máxima y mínima
Existen dos tipos de fatiga:
- Fatiga en elementos sin defectos: El comportamiento frente a la fatiga presentan la etapa de la nucleación de fisuras, y la etapa de crecimiento de las fisuras hasta alcanzar un tamaño crítico que originaría la rotura. Dos ejemplos de esta fatiga es el usado en bielas y ejes.
- Fatiga en elementos con defectos: La duración del elemento está limitada por la velocidad de crecimiento de las fisuras. Es necesario realizar análisis periódicos no destructivos, como ultrasonidos y radiografías. Varios ejemplos de esta fatiga es la que se produce en puentes, barcos y aviones. Resulta imposible garantizar la ausencia de defectos, ya que estos elementos se fabrican uniendo varias piezas, y en las uniones es inevitable que existan fisuras.

Cuando una pieza se encuentra sometida a un proceso de fatiga, las grietas de pequeño tamaño aumentan progresivamente hasta que se produce la rotura.
En una rotura por fatiga se distinguen la el defecto inicial, la zona de crecimiento de la fisura por efecto del fenómeno de fatiga, y la zona de rotura final súbita.
El ensayo de fatiga más habitual es aquel que se somete una probeta a una flexión rotativa. La probeta se somete en su zona central a un esfuerzo de flexión constante producido por dos pesos. Mediante un motor eléctrico se hace girar la probeta, y experimenta un proceso cíclico, de tal forma que su parte superior, al girar media vuelta, el esfuerzo que actúa es de tracción. Como resultado se determina el número de ciclos capaz de soportar para distintas amplitudes de carga, antes de producirse la rotura.
Cuanto mayor es la amplitud del ciclo de la carga, menor es el número de ciclos antes de la rotura.

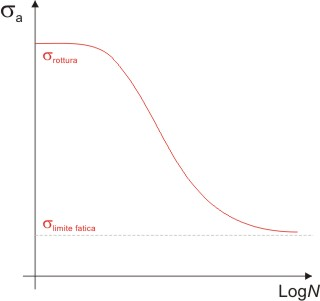
Curva S-N que representa el límite de fatiga.

Particularmente, en las aleaciones de titanio y en los aceros, existe un valor ({\displaystyle \Delta _{\sigma }}) por debajo del cual no se produce rotura por fatiga. A este valor se le denomina límite de fatiga, y suele oscilar entre 0,4 y 0,5 veces la carga de rotura del material. Generalmente las aleaciones no férreas no presentan este límite, y su valor se define como la amplitud de tensión que no provoca la rotura tras haber descrito cien o cien millones de ciclos.
La fatiga la cual no produce deformaciones plásticas en el material se rige por la fórmula:
siendo N el número de ciclos y a y b constantes del material.
En el diagrama de Goodman-Smith se pone de manifiesto que cuanto mayor sea el valor absoluto de la tensión media aplicada, menor será la amplitud de ciclo que podrá soportar el material. En este diagrama, en función de la tensión media, se representan las tensiones máxima y mínima que provocan la rotura del material en un número determinado de ciclos.
Cuando el valor de la tensión media coincide con la tensión de resistencia de tracción, cualquier amplitud de ciclo que se aplica al material, provocará inmediatamente su rotura.
Si la tensión media es cero, la amplitud del ciclo es máxima, y a medida que la tensión media vaya incrementando aproximándose al valor de la resistencia a la tracción, la amplitud del ciclo se reducirá.
A menor número de ciclos, la curva se ensanchará, y a mayor número de ciclos, la curva se estrechará.
En muchas ocasiones la curva de Goodman-Smith se aproxima a una recta. De esta forma, si {\displaystyle \Delta _{O}} es la amplitud de carga cuando la tensión media es nula para un número de ciclos N, y {\displaystyle \sigma _{R}} es la resistencia a la tracción, la amplitud de carga que ocasiona la rotura vendrá dada por:

## Naturaleza probabilística de la fatiga
El fenómeno de la fatiga es de naturaleza estadística. Varias probetas idénticas sometidas a una misma carga cíclica pueden soportar distintos números de ciclos. Por esta razón se realizan varios ensayos en las mismas condiciones para conocer cuál es la distribución estadística que siguen los datos.
Por este motivo, al hablar de fatiga se alude a la probabilidad de que una probeta sometida a unas condiciones de carga alcance cierto número de ciclos sin romperse.